# Euro Beach Soccer League 2005
L'Euro Beach Soccer League 2005 è la 8ª edizione di questo torneo.

## Calendario
| Data         | Paese                 | Città                 | Stage                             |
| ------------ | --------------------- | --------------------- | --------------------------------- |
| 8-10 luglio  | Francia (bandiera)    | Tignes                | Divisione A stage 1               |
| 8-10 luglio  | Austria (bandiera)    | Linz                  | Divisione B                       |
| 22-24 luglio | Portogallo (bandiera) | Figueira da Foz       | Divisione A stage 2               |
| 29-31 luglio | Italia (bandiera)     | Cervia                | Divisione A stage 3               |
| 5-7 agosto   | Spagna (bandiera)     | Santa Ponsa (Maiorca) | Divisione A stage 4 - Divisione C |
| 25-28 agosto | Francia (bandiera)    | Marsiglia             | Finali                            |

## Squadre partecipanti

### Divisione A
- Francia
- Italia
- Portogallo
- Spagna

### Divisione B
- Austria
- Inghilterra
- Germania
- Grecia

- Ungheria
- Paesi Bassi
- Norvegia
- Ucraina

### Divisione C
- Belgio
- Polonia
- Russia
- Svizzera

## Formato
L’edizione 2005 vede partecipare 16 squadre divise in 3 divisioni, quattro nella divisione A, otto nella divisione B e quattro nella divisione C.
Il sistema prevede 4 stage per la divisione A con gironi all’italiana di sola andata per determinare la classifica finale che vedrà la vincente qualificarsi direttamente per la semifinale e le altre compagini ai quarti delle finali.
La divisione B invece vedrà un unico stage ad eliminazione diretta che porterà le due finaliste ad aggiudicarsi un posto per i quarti nella Finale di Marsiglia e la terza al turno di playoff contro la vincente della divisione C.
Come detto, la divisione C, vedrà il primo classificato del suo unico stage accedere al playoff. Per determinare la classifica si giocherà un girone all’italiana di sola andata.
La fase finale sarà un torneo ad eliminazione diretta che andrà ad incoronare il campione 2005.

## Divisione A

### Stage 1
| Pos | Team       | G | V | V+ | P | GF | GS | +/- | P |
| --- | ---------- | - | - | -- | - | -- | -- | --- | - |
| 1   | Portogallo | 3 | 2 | 0  | 1 | 18 | 21 | –3  | 6 |
| 2   | Francia    | 3 | 2 | 0  | 1 | 18 | 16 | +2  | 6 |
| 3   | Italia     | 3 | 1 | 0  | 2 | 16 | 18 | −2  | 3 |
| 4   | Spagna     | 3 | 1 | 0  | 2 | 19 | 16 | +3  | 3 |

| Squadra 1  | Risultato | Squadra 2  |
| ---------- | --------- | ---------- |
| Francia    | 7-5       | Italia     |
| Spagna     | 11-4      | Portogallo |
| Francia    | 7-4       | Spagna     |
| Portogallo | 7-6       | Italia     |
| Italia     | 5-4       | Spagna     |
| Portogallo | 7-4       | Francia    |

### Stage 2
| Pos | Team       | G | V | V+ | P | GF | GS | +/- | P |
| --- | ---------- | - | - | -- | - | -- | -- | --- | - |
| 1   | Portogallo | 3 | 3 | 0  | 0 | 15 | 6  | +9  | 9 |
| 2   | Spagna     | 3 | 2 | 0  | 1 | 10 | 8  | +2  | 6 |
| 3   | Italia     | 3 | 1 | 0  | 2 | 9  | 10 | −1  | 3 |
| 4   | Francia    | 3 | 0 | 0  | 3 | 8  | 18 | –10 | 0 |

| Squadra 1  | Risultato | Squadra 2 |
| ---------- | --------- | --------- |
| Portogallo | 5-2       | Italia    |
| Spagna     | 6-3       | Francia   |
| Spagna     | 2-1       | Italia    |
| Portogallo | 6-2       | Francia   |
| Italia     | 6-3       | Francia   |
| Portogallo | 4-2       | Spagna    |

### Stage 3
| Pos | Team       | G | V | V+ | P | GF | GS | +/- | P |
| --- | ---------- | - | - | -- | - | -- | -- | --- | - |
| 1   | Italia     | 3 | 2 | 1  | 0 | 10 | 6  | +4  | 8 |
| 2   | Portogallo | 3 | 2 | 0  | 1 | 15 | 12 | +3  | 6 |
| 3   | Spagna     | 3 | 0 | 1  | 2 | 12 | 15 | −3  | 2 |
| 4   | Francia    | 3 | 0 | 0  | 3 | 15 | 19 | –4  | 0 |

| Squadra 1  | Risultato     | Squadra 2  |
| ---------- | ------------- | ---------- |
| Italia     | 3-2           | Francia    |
| Portogallo | 4-3           | Spagna     |
| Italia     | 2-1           | Portogallo |
| Spagna     | 6-6 (2-1 dcr) | Francia    |
| Italia     | 5-3 dts       | Spagna     |
| Portogallo | 10-7          | Francia    |

### Stage 4
| Pos | Team       | G | V | V+ | P | GF | GS | +/- | P |
| --- | ---------- | - | - | -- | - | -- | -- | --- | - |
| 1   | Portogallo | 3 | 2 | 0  | 1 | 12 | 7  | +5  | 6 |
| 2   | Spagna     | 3 | 2 | 0  | 1 | 16 | 11 | +5  | 6 |
| 3   | Francia    | 3 | 2 | 0  | 1 | 12 | 10 | +2  | 6 |
| 4   | Italia     | 3 | 0 | 0  | 3 | 8  | 20 | –12 | 0 |

| Squadra 1  | Risultato | Squadra 2  |
| ---------- | --------- | ---------- |
| Francia    | 3-2       | Portogallo |
| Spagna     | 9-3       | Italia     |
| Portogallo | 4-2       | Spagna     |
| Francia    | 5-3       | Italia     |
| Portogallo | 6-2       | Italia     |
| Spagna     | 5-4       | Francia    |

### Classifica generale
| Pos | Team       | G  | V | V+ | P | GF | GS | +/- | P  | Qualificazione         |
| --- | ---------- | -- | - | -- | - | -- | -- | --- | -- | ---------------------- |
| 1   | Portogallo | 12 | 9 | 0  | 3 | 60 | 46 | +14 | 27 | Semifinale fase finale |
| 2   | Spagna     | 12 | 5 | 1  | 6 | 57 | 50 | +7  | 17 | Quarti fase finale     |
| 3   | Italia     | 12 | 4 | 1  | 7 | 43 | 54 | −11 | 14 | Quarti fase finale     |
| 4   | Francia    | 12 | 4 | 0  | 8 | 53 | 63 | –10 | 12 | Quarti fase finale     |

## Divisione B

### Quarti di finale
| Squadra 1   | Risultato | Squadra 2   |
| ----------- | --------- | ----------- |
| Austria     | 4-3       | Grecia      |
| Germania    | 6-2       | Inghilterra |
| Ungheria    | 7-3       | Ucraina     |
| Paesi Bassi | 3-2       | Norvegia    |

### Semifinali

#### Vincenti
| Squadra 1 | Risultato | Squadra 2   |
| --------- | --------- | ----------- |
| Germania  | 4-2       | Austria     |
| Ungheria  | 8-4       | Paesi Bassi |

#### Perdenti
| Squadra 1   | Risultato     | Squadra 2 |
| ----------- | ------------- | --------- |
| Inghilterra | 5-5 (1-0 dcr) | Grecia    |
| Ucraina     | 6-2           | Norvegia  |

### Finali

#### 7º-8º posto
| Squadra 1 | Risultato | Squadra 2 |
| --------- | --------- | --------- |
| Grecia    | 4-3       | Norvegia  |

#### 5º-6º posto
| Squadra 1 | Risultato | Squadra 2   |
| --------- | --------- | ----------- |
| Ucraina   | 10-4      | Inghilterra |

#### 3º-4º posto
| Squadra 1 | Risultato | Squadra 2   |
| --------- | --------- | ----------- |
| Austria   | 5-4       | Paesi Bassi |

#### 1º-2º posto
| Squadra 1 | Risultato | Squadra 2 |
| --------- | --------- | --------- |
| Ungheria  | 5-4       | Germania  |

### Classifica generale
| Posizione | Squadra     |                    |
| --------- | ----------- | ------------------ |
| 1         | Ungheria    | Quarti fase finale |
| 2         | Germania    | Quarti fase finale |
| 3         | Austria     | Playoff            |
| 4         | Paesi Bassi |                    |
| 5         | Ucraina     |                    |
| 6         | Inghilterra |                    |
| 7         | Grecia      |                    |
| 8         | Norvegia    |                    |

## Divisione C
| Pos | Team     | G | V | V+ | P | GF | GS | +/- | P | Qualificazione |
| --- | -------- | - | - | -- | - | -- | -- | --- | - | -------------- |
| 1   | Svizzera | 3 | 2 | 1  | 0 | 14 | 6  | +8  | 8 | Playoff        |
| 2   | Polonia  | 3 | 2 | 0  | 1 | 10 | 5  | +5  | 6 |                |
| 3   | Russia   | 3 | 1 | 0  | 2 | 9  | 10 | −1  | 3 |                |
| 4   | Belgio   | 3 | 0 | 0  | 3 | 5  | 17 | –12 | 0 |                |

| Squadra 1 | Risultato     | Squadra 2 |
| --------- | ------------- | --------- |
| Russia    | 5-2           | Belgio    |
| Svizzera  | 2-2 (6-5 dcr) | Polonia   |
| Polonia   | 5-1           | Belgio    |
| Svizzera  | 5-2           | Russia    |
| Polonia   | 3-2           | Russia    |
| Svizzera  | 7-2           | Belgio    |

## Finali

### Squadre qualificate
| Pos. | Squadre    | Divisione | Turno di ingresso |
| ---- | ---------- | --------- | ----------------- |
| 1    | Portogallo | A         | Semifinali        |
| 2    | Spagna     | A         | Quarti di finale  |
| 3    | Italia     | A         | Quarti di finale  |
| 4    | Francia    | A         | Quarti di finale  |
| 5    | Ungheria   | B         | Quarti di finale  |
| 6    | Germania   | B         | Quarti di finale  |
| 7    | Austria    | B         | Playoff           |
| 8    | Svizzera   | C         | Playoff           |

### Playoff
| Squadra 1 | Risultato | Squadra 2 |
| --------- | --------- | --------- |
| Svizzera  | 8-7 dts   | Austria   |

### Quarti di finale
| Squadra 1  | Risultato     | Squadra 2 |
| ---------- | ------------- | --------- |
| Portogallo | -             | N/a       |
| Francia    | 5-5 (2-1 dcr) | Ungheria  |
| Italia     | 6-4           | Germania  |
| Svizzera   | 4-3           | Spagna    |

### Semifinali

#### Vincenti
| Squadra 1  | Risultato | Squadra 2 |
| ---------- | --------- | --------- |
| Portogallo | 4-2       | Francia   |
| Italia     | 5-3       | Svizzera  |

#### Perdenti
| Squadra 1 | Risultato | Squadra 2 |
| --------- | --------- | --------- |
| Ungheria  | 6-1       | Austria   |
| Spagna    | 7-4       | Germania  |

### Finali

#### 7º-8º posto
| Squadra 1 | Risultato | Squadra 2 |
| --------- | --------- | --------- |
| Germania  | 5-2       | Austria   |

#### 5º-6º posto
| Squadra 1 | Risultato | Squadra 2 |
| --------- | --------- | --------- |
| Spagna    | 7-5       | Ungheria  |

#### 3º-4º posto
| Squadra 1 | Risultato | Squadra 2 |
| --------- | --------- | --------- |
| Francia   | 6-2       | Svizzera  |

#### 1º-2º posto
| Squadra 1 | Risultato     | Squadra 2  |
| --------- | ------------- | ---------- |
| Italia    | 5-5 (2-1 dcr) | Portogallo |

## Classifica Finale
| Pos | Team       |
| --- | ---------- |
| 1   | Italia     |
| 2   | Portogallo |
| 3   | Francia    |
| 4   | Svizzera   |
| 5   | Spagna     |
| 6   | Ungheria   |
| 7   | Germania   |
| 8   | Austria    |